# جيمس كورنر
جيمس كورنر (بالإنجليزية: James Corner)‏ هو مهندس المناظر الطبيعية أمريكي، ولد في 1961.